# Leslie Booth
Eric Leslie Booth, né le 21 avril 1904 à Lancaster en Angleterre et mort au combat le 14 août 1944, était un officier de l'Armée canadienne.

## Biographie
Leslie Booth est né à Lancaster en Angleterre le 21 avril 1904.
En 1944, il devint le commandant de la 4e Brigade blindée canadienne. Il fut tué par l'artillerie allemande le 14 août 1944 durant l'opération Tractable.
Il est inhumé au cimetière militaire canadien de Bretteville-sur-Laize.